# 胸いっぱいの愛を
「胸いっぱいの愛を」（むねいっぱいのあいを、Whole Lotta Love）は、イギリスのロックバンド、レッド・ツェッペリンの楽曲。2作目のアルバム『レッド・ツェッペリン II』のオープニング・ナンバー。
他のレッド・ツェッペリンの楽曲と同様、イギリスではシングル・カットされなかった。アメリカ合衆国とドイツ（地元チャートで首位）、オランダ（地元チャートで最高4位）、 ベルギー、フランス、日本でシングル・カットされ、特にアメリカでは最初のヒット・シングルとなり（最高4位）、セールスは100万枚を突破した。
『ローリング・ストーン(Rolling Stone)』誌が選んだ「オールタイム・グレイテスト・ソング500」と「オールタイム・グレイテスト・ギター・ソングス100」に於いて、それぞれ75位 と11位 にランクイン。また、2005年3月の『Q』誌の「グレイテスト・ギター・トラック100」で、2009年のVH1のオールタイム・グレイテスト・ハードロック・ソングに於いて、どちらも3位となった
「胸いっぱいの愛を」は、ロンドンのオリンピック・スタジオで録音され、ニューヨークのA&Rスタジオ(A&R Studios)でミキシングされた。早くからライブでは演奏されていた曲であったが、最初に公式リリースされたのは、1969年10月22日にLP『Led Zeppelin II』 (Atlantic LP #8236)の収録曲としてであった。

## 先行楽曲からの影響および訴訟
1962年、マディ・ウォーターズは、ウィリー・ディクスン作の「You Need Love」を録音した。1966年、イギリスのモッズ・バンド、スモール・フェイセスは、この「You Need Love」を改作して「You Need Loving 」と題して録音し、デビュー・アルバム『Small Faces』に収録した。レッド・ツェッペリンの「胸いっぱいの愛を」の歌詞の一部は、ロバート・プラントのお気に入りだったウィリー・ディクスン作の「You Need Love」から採られている。さらにプラントのフレージングは、スモール・フェイセスの「You Need Loving 」におけるスティーヴ・マリオットの歌い方によく似ている。ディクスン作の「You Need Love」との類似に関しては、1985年にディクスン側から訴訟が起こされ、最終的にディクスンに有利な形で法廷外での和解が成立した。一方、スモール・フェイセスには、ディクスン側から訴訟を起こされておらず、「You Need Loving 」の作詞作曲表示は現在もロニー・レーンとスティーヴ・マリオットの2人だけになっている。
ロバート・プラントは、ブルースやソウルの大ファンであり、しばしば愛好する先行楽曲から歌詞を引用して歌っていて、特にライブではそうしたことをよくやっていた。
ペイジのリフはペイジのリフだ。何よりも先に、まずそれがある。そこで僕は考えるわけだ、「さて、何を歌おうか?」。要は、失敬しちゃうわけだ。今は幸い、払うものは払ったけど。当時はどうするか、随分いろいろ話し合った。結局、時間も経っている昔の曲だし、影響されているといっても直接ではないから、ということになった...まあ、捕まるとしても、売れたときのことだ。そういうゲームさ。—ロバート・プラント
活動初期の曲にこういったブルースの改作や盗作が多くみられ、その都度訴訟を起こされ和解してきた。
また訴訟を起こされてから曲に相手のクレジットを入れる事から、しばしば「ブルースの遺産を食い潰す」行為として非難の的となった。

## 曲について
レコーディング・エンジニアのエディ・クレイマーの説明によれば「有名な「胸いっぱいの愛を」のミックスは、何もかもぐちゃぐちゃで、ジミーと僕とで小さなコンソールの周りを跳び回りながら、ありとあらゆるノブをいじくって組み上げた」ものだという。クレイマーは次のようにも述べている。
「胸いっぱいの愛を」のレコーディング作業の途中の段階で、事前にレコーディングしたボーカル・トラックの信号の残骸がテープに残っていた。中間部でロバート（プラント）が「Wo-man. You need it.」と叫ぶ辺りだ。その時は、レコーディングのやり直しはできなかったから、エコーをかけて、どんな風に聞こえるかとやってみたら、ジミー（ペイジ）が「いいね！ これでいこう」と言ったんだ。
レッド・ツェッペリンのベース、ジョン・ポール・ジョーンズは、ペイジの有名なリフについて、ステージで「幻惑されて (Dazed And Confused)」を即興演奏しているうちに思いついたのではないか、と述べている。
これに対し、ジミー・ペイジは、この曲がステージから着想されたという説を強く否定している。
聞き手：「胸いっぱいの愛を」は、アメリカでのギグのステージ上で、ガーネット・ミムズ(Garnett Mimms)の曲をみんなでジャムっていてできた、というのは本当なんですか？

ペイジ：いやいや、全然間違ってるよ。そうじゃなくて、2枚目のアルバムのためにリハーサルをやっている時に作り上げたんだよ。僕のリフがまずあって、みんな僕の家にいて、そこから作っていったんだよ。ギグの最中に作ったりしてないよ——そんな話どこで聞いたの?
聞き手：本で読みました。
ペイジ（皮肉たっぷりに）：おや、そりゃいい。その本ってラフガイドのやつかな。あれが一番新しくて、一番間違いが多いんだよね。まあ、その手の本はどれもこれも間違いだらけだけどね。
別のインタビューで、ペイジは次のように説明している。
僕はもう（そのリフを）スタジオに入る前からいろいろと試してあった。リハーサル済みだったんだ。だけどほかの要素は、音波をいじってどうするとかは、スタジオに入ってから自分でやったんだ、エフェクトをかけるとか、いろいろ加工とか、処理とかね。
この曲のトラックでペイジは、バックワード（リバース）エコー(backward echo/reverse echo)のテクニックを制作に取り入れている。

## シングル盤のリリース
LP『レッド・ツェッペリン II』のリリース後、ラジオ局は、たちまち成功を収めたこのアルバムから、放送でかけるのに適したトラックをどれにしようかと考える中で、アルバム冒頭の衝撃的な曲である「胸いっぱいの愛を」は有力な候補だった。しかし、多くのラジオ局は、中間部の形式にはまらない部分が放送向きではないと判断し、曲を通して放送せず、自前で編集を加えた短縮版を作って放送に使っていた。アトランティック・レコードは、こうした状況にすぐさま反応し、米国での通常のシングル盤（B面は同じアルバムに収録された「Living Loving Maid (She's Just a Woman)」）とは別に、形式にはまらない部分を削除し、早めにフェードアウトで終了する3分10秒バージョンを、1969年11月7日に Atlantic #45-2690 としてリリースした。この短縮版は、ラジオ局を対象としたプロモーション用のリリースとして意図されていたはずであったが、一部は米国の一般市場にも出回ったようで、ファンにとってのコレクターズ・アイテムとなった。この曲は、米国のほか、フランス、西ドイツ（チャート首位）、スイス、オランダ、ベルギー、オーストラリア（EPでも発売）、日本でもシングル盤として発売されたが、これは、こうした国々においてバンド側がレコード会社に対して強い影響力を発揮できなかったからであった。短縮版は、やがて回収されることになった。
イギリスでは、アトランティック・レコードが自ら短縮版を発売しようと企画し、リリースを前提に1969年12月5日に最初のレコードをプレスした。しかし、バンドのマネージャーだったピーター・グラントは、イギリス市場については断固としてバンドの「シングルなし」というマーケティング戦略を通し、リリースを止めさせた。このとき出されたバンド自身の公式声明には、イギリスで最初に発売する新曲を準備していることが付け加えられていたが、これは結局実現しなかった。また、レコード会社側からの大きな圧力にもかかわらず、バンドが存続していた間、レッド・ツェッペリンはイギリスでは公式シングルをいっさいリリースしなかった。
数年後、アトランティック・レコードは「胸いっぱいの愛を」をオリジナルと同じ「Living Loving Maid」とのカップリングで、オールディーズ・シリーズ(Oldies Series)・レーベルから再発した(OS-13116)。このとき、ちょっとしたエラーがあった。この再発では、短縮された3分10秒バージョンが使用されたにもかかわらず、レーベルには演奏時間がオリジナル版の5分33秒で印刷されていたのである。
1997年、アトランティック・レコードは、1969年の録音から新たに作成された4分50秒の短縮版を、CDシングルとしてリリースした。かつてシングル盤が発売されないようバンド側が市場を管理していたイギリスにおいても、このバージョンはチャート入りを果たした。

## チャートでの成功とライブでの演奏
「胸いっぱいの愛を」のシングル盤は、1969年11月22日に Billboard Hot 100 のチャートに初登場した。そのまま、15週にわたってチャートにとどまり、最高4位を記録し、レッド・ツェッペリンにとって唯一の全米トップ10入りを果たしたシングル曲となった。ライブで最初に演奏されたのは、1969年4月26日であった。ライブで演奏されるときには、レッド・ツェッペリンの他の曲の一部を組み込んだ形をとることもあり、「I Can't Quit You Baby」、「You Shook Me」、「How Many More Times」、「Your Time Is Gonna Come」、「グッド・タイムズ・バッド・タイムズ」、「The Lemon Song」、「クランジ」、「デジャ・メイク・ハー」、「ブラック・ドッグ」、「アウト・オン・ザ・タイルズ」、「Ramble On」などの一部が演奏の途中に聞こえることがあった。「胸いっぱいの愛を」は、1970年代半ば以降は、バンドのメンバーが好んでいたブルースやR&Bのカバーとメドレーにして、ショーの最後に演奏されるのが定番となった。メドレーに組み込まれるカバー作品には、エディ・コクラン、エルヴィス・プレスリー、ジョン・リー・フッカーの名作が含まれていた。
公式リリースされている「胸いっぱいの愛を」のライブ演奏は、以下の通りである。
- 『永遠の詩 (狂熱のライヴ)』The Song Remains the Same - 2枚組LP（1976年9月28日発売）; Swan Song #SS2-201; 1973年のコンサートから、 映画『レッド・ツェッペリン狂熱のライヴ』のサウンドトラック
- 『BBCライヴ』BBC Sessions - 2枚組CD（1997年11月11日発売）; Atlantic #83061; 1971年のコンサートから
- 『伝説のライヴ』How the West Was Won - 3枚組CD（2003年5月27日発売）; Atlantic #83587; 1972年のコンサートから
- 『レッド・ツェッペリン DVD』Led Zeppelin - DVD（2003年発売）; Atlantic #83587; 1979年、1970年のコンサートから

「胸いっぱいの愛を」は、レッド・ツェッペリンがオリジナルの編成でライブ演奏した最後の曲である。その後のレッド・ツェッペリンの「再結成」の際にも、1985年のライヴエイドにおいて（ドラムはフィル・コリンズで）演奏されたほか、1988年のアトランティック・レコード40周年コンサート(Atlantic Records 40th Anniversary)や、ロンドンのO2アリーナで行なわれた2007年12月10日のアーメット・アーティガン追悼コンサート(Ahmet Ertegün Tribute Concert)でも、ジェイソン・ボーナムが亡き父に代わってドラムを担当して演奏された。

## 栄誉
| 出版物/選定者              | 国             | 栄誉                                                                   | 年   | 順位 |
| -------------------------- | -------------- | ---------------------------------------------------------------------- | ---- | ---- |
| Spin                       | アメリカ       | "100 Greatest Singles of All Time"                                     | 1989 | 39   |
| ロックの殿堂               | アメリカ       | "The Rock and Roll Hall of Fame's 500 Songs that Shaped Rock and Roll" | 1994 | *    |
| Classic Rock               | イギリス       | "Ten of the Best Songs Ever!.. (Bubbling under)"                       | 1999 | 30   |
| VH1                        | アメリカ       | "The 100 Greatest Rock Songs of All Time"                              | 2009 | 3    |
| 『ローリング・ストーン』誌 | アメリカ       | 「ローリング・ストーンの選ぶオールタイム・グレイテスト・ソング500」    | 2003 | 75   |
| 『Q』誌                    | イギリス       | "100 Greatest Guitar Tracks Ever"                                      | 2005 | 3    |
| Toby Creswell              | オーストラリア | "1001 Songs: the Great Songs of All Time"                              | 2005 | *    |
| グラミー賞                 | アメリカ       | 「グラミーの殿堂」                                                     | 2007 | *    |
| 『ローリング・ストーン』誌 | アメリカ       | "100 Greatest Guitar Songs of All Time"                                | 2008 | 11   |
| VH1                        | アメリカ       | "VH1 Greatest Hard Rock Songs"                                         | 2009 | 3    |

(*) 順位のないリストに選出されたもの

## 各国における発売形態
以下のリストにおいて、楽曲の作者表記は現行のものに従っている。
| 1969年 7インチ・シングル （アメリカ合衆国: Atlantic 45-2690、アンゴラ: Atlantic ATS 485、オーストラリア/ニュージーランド: Atlantic AK 3412、ベルギー: Atlantic BE 650186、ボリビア: Polydor 508007、カナダ: Atlantic Oldies Series OS 13116、チリ: Atlantic 2164 002、フランス: Atlantic 650 186、ドイツ: Atlantic 70409、ギリシア: Atlantic 255 017、Holland: Atlantic ATL 2690、イタリア: Atlantic ATL NP 03145、日本: ワーナー・パイオニア P-2550A、メキシコ: Atlantic AT 45-52、フィリピン: Atlantic ATR 0046、スウェーデン: Atlantic ATL 70409、ウルグアイ: Atlantic 2164002） - A. "Whole Lotta Love" (Bonham, Jones, Page, Plant, Dixon) 5:33 - B. "Living Loving Maid (She's Just a Woman)" (Page, Plant) 2:39 1969年 7インチ・ラジオ用編集版 （イギリス<後に回収>/レバノン: Atlantic 584309、カナダ: Atlantic AT 2690、南アフリカ共和国: Atlantic ATS 485） - A. "Whole Lotta Love" (Bonham, Jones, Page, Plant, Dixon) 3:12 - B. "Living Loving Maid (She's Just a Woman)" (Page, Plant) 2:39 1969年 7インチ・ラジオ用編集版 （ブラジル: Atlantic 205.025、ペルー: Atlantic ALT 7035） - A. "Whole Lotta Love" (Bonham, Jones, Page, Plant, Dixon) 5:33 - B. "Whole Lotta Love" (Bonham, Jones, Page, Plant, Dixon) 3:12 1969年 7インチ・シングル （日本: 日本グラモフォン DT-1139） - A. 胸いっぱいの愛を "Whole Lotta Love" (Bonham, Jones, Page, Plant, Dixon) 5:33 - B. サンキュー "Thank You" (Page, Plant) 4:49 1970年 7インチ・シングル （コスタリカ: Atlantic 70.020、ポルトガル: Atlantic ATL 10058、スペイン: Atlantic H 523） - A. "Whole Lotta Love" (Bonham, Jones, Page, Plant, Dixon) 3:12 - B. "Communication Breakdown" (Page, Plant) 2:28 1970年 7インチ・シングル （トルコ: Atlantic 70501） - A. "Whole Lotta Love" (Bonham, Jones, Page, Plant, Dixon) 5:33 - B. "Ramble On" (Page, Plant) 4:23 1970年 7インチ・EP （ボリビア: Atlantic AX 11695） - A. "Whole Lotta Love" (Bonham, Jones, Page, Plant, Dixon) 5:33 - B1. "Good Times Bad Times" (Bonham, Jones, Page) 2:47 - B2. "Communication Breakdown" (Page, Plant) 2:28 1970年 7インチ・EP （オランダ: Atlantic ATL 2091 208） - A. "Whole Lotta Love" (Bonham, Jones, Page, Plant, Dixon) 5:33 - B1. "Immigrant Song" (Page, Plant) 2:25 - B2. "Bron-Y-Aur Stomp" (Jones, Page, Plant) 4:16 1970年 7インチ・EP （メキシコ: Atlantic Gamma GX07 762） - A. "Whole Lotta Love" (Bonham, Jones, Page, Plant, Dixon) 5:33 - B1. "Communication Breakdown" (Page, Plant) 2:28 - B2. "Immigrant Song" (Page, Plant) 2:25 1970年 7インチ・EP （メキシコ: Atlantic 2207 002） - A. "Whole Lotta Love" (Bonham, Jones, Page, Plant, Dixon) 5:33 - B1. "Living Loving Maid (She's Just a Woman)" (Page, Plant) 2:39 - B2. "Heartbreaker" (Bonham, Jones, Page, Plant) 4:14 1970年 7インチ・EP （オーストラリア/ニュージーランド: Atlantic EPA 200） - A1 "Whole Lotta Love" (Bonham, Jones, Page, Plant, Dixon) 3:12 - A2 "Good Times Bad Times" (Bonham, Jones, Page) 2:47 - B1 "Immigrant Song" (Page, Plant) 2:25 - B2 "Hey Hey What Can I Do" (Bonham, Jones, Page, Plant) 3:55 1970年 7インチ・EP （オーストラリア: AX 11695 (MX 34022)） - A1 "Whole Lotta Love" (Bonham, Jones, Page, Plant, Dixon) 3:12 - A2 "Black Mountain Side" (Page) 2:12 - B1 "Good Times Bad Times" (Bonham, Jones, Page) 2:47 - B2 "Communication Breakdown" (Page, Plant) 2:28 1970年 7インチ・シングル （フランス: Atlantic 10236、ドイツ: Atlantic Oldies Series ATL 10236） - A. "Whole Lotta Love" (Bonham, Jones, Page, Plant, Dixon) 3:12 - B. "Immigrant Song" (Page, Plant) 2:25 1997年 CDシングル （イギリス: Atlantic AT 0013 CD (7567 84014 6)、オーストラリア: Atlantic 7567 84014 2、Brazil: Atlantic LZ 1997、ドイツ: Atlantic A 4014 CD、日本: Atlantic AMCY 2403、韓国: Atlantic 84014 2、南アフリカ共和国: Atlantic 7567 84014） - 1. "Whole Lotta Love" (Bonham, Jones, Page, Plant, Dixon) 5:33 - 2. "Baby Come On Home" (Page, Plant, Berns) 4:29 - 3. "Travelling Riverside Blues" (Page, Plant, Johnson) 5:09 |

## チャートの順位

### シングル
| チャート（1970年）                                           | 最高位 |
| ------------------------------------------------------------ | ------ |
| フランス                                                     | 13     |
| 日本（オリコン）                                             | 50     |
| アメリカ合衆国（キャッシュボックス - Top 100 Singles Chart） | 2      |
| アメリカ合衆国（レコードワールド - 100 Top Pop Chart）       | 4      |
| カナダ（RPM Top 100 Chart）                                  | 2      |
| オランダ                                                     | 5      |
| アメリカ合衆国（ビルボード - Billboard Hot 100）             | 4      |
| 南アフリカ共和国                                             | 6      |
| ドイツ（当時の西ドイツ）                                     | 1      |
| スイス                                                       | 5      |
| オーストラリア（Australian Go-Set Top 40 Singles Chart）     | 1      |
| オーストリア                                                 | 3      |
| ニュージーランド                                             | 4      |
| イタリア                                                     | 25     |
| スペイン                                                     | 4      |

| チャート（1997年） | 最高位 |
| ------------------ | ------ |
| イギリス           | 21     |

### シングル（デジタル・ダウンロード）
| チャート（2007年）                                     | 最高位 |
| ------------------------------------------------------ | ------ |
| イギリス                                               | 64     |
| カナダ（Canadian Billboard Hot Digital Singles Chart） | 49     |

注: イギリスのシングル・チャートは、2005年4月17日まで合法的ダウンロード数をシングルの売上枚数に加算していた。

## 売上認定
| 国                    | 売上枚数   | 認定機構         |
| --------------------- | ---------- | ---------------- |
| アメリカ合衆国 (RIAA) | 1,000,000+ | ゴールドディスク |

## パーソネル
- ロバート・プラント - ボーカル
- ジミー・ペイジ - リズムギター、リードギター、バッキング・ボーカル、テルミン
- ジョン・ポール・ジョーンズ - ベース
- ジョン・ボーナム - ドラムス

## 後年への文化的影響
この曲は、広く多数のアーティストたちによってカバーされている。イギリスでは、長寿テレビ番組だった『トップ・オブ・ザ・ポップス (Top of the Pops)』のテーマ曲として、この曲が1970年代から1980年代にかけて使用されていたため、非常によく知られた楽曲となっている。2008年8月24日に行なわれた北京オリンピックの閉会式では、次回の開催地がロンドンであることを踏まえてこの曲が大きく取り上げられ、ジミー・ペイジのギターとレオナ・ルイスのボーカルによる演奏が行なわれた。この演奏に関して、ルイスも主催者側も、歌詞の一部を変更することを求め、特に「I'm gonna give you every inch of my love」の部分が問題とされた。ルイスは、この部分が、女性が歌う歌詞としては意味をなさないと考えていた。

### カバー・バージョン
- 1970年: CCS (C.C.S.)
- 1970年: キング・カーティス(King Curtis) - シングルA面曲としてリリースし[42]、1971年2月20日付のBillboard Hot 100で64位を記録[43]。1971年3月のライヴ・ヴァージョンは、同年リリースのアルバム『ライヴ・アット・フィルモア・ウェスト』に収録された。
- 1971年: ザ・ベンチャーズ(The Ventures) (New Testament)
- 1975年: ティナ・ターナー(Tina Turner) (Acid Queen)
- 1978年: Temple City Kazoo Orchestra (Some Kazoos)
- 1979年: Blonde on Blonde ("And how...")
- 1979年: The Wonder Band (Stairway to Love)
- 1984年: Barón Rojo (Barón al rojo vivo)
- 1988年: Expect No Mercy (Watch Your Ears...)
- 1990年: ドレッド・ツェッペリン (Dread Zeppelin) (Un-Led-Ed)
- 1990年: The Bobs (The Bobs Sing the Songs Of...)
- 1991年: Andy Prieboy (Montezuma Was a Man of Faith EP)
- 1992年: Michael White & The White (The White)
- 1994年: Robert Plant ("29 Palms" CDシングル)
- 1995年: Hampton String Quartet (Sympathy for the Devil)
- 1996年: Goldbug (Now That's What I Call Music! 33)
- 1997年: ジェイソン・ボーナム・バンド (Jason Bonham Band) (In the Name of My Father - The Zepset)
- 1997年: The Moog Cookbook (Ye Olde Space Bande)
- 1997年: Tragic Mulatto (Let There Be Singles [1983年録音])
- 1997年: ロンドン交響楽団 (London Symphony Orchestra) (Symphonic Rock: The British Invasion)
- 1999年: Coalesce (There Is Nothing New Under the Sun EP)
- 1999年: Perry Farrell (Rev)
- 1999年: Big Jim Sullivan (Ultimate Rock Guitar)
- 1999年: ケヴィン・ダブロウ (Kevin DuBrow) (The Song Remains Remixed": A Tribute to Led Zeppelin)
- 1999年: The String Quartet (The String Quartet Tribute to Led Zeppelin)
- 2000年: Antichrisis (Perfume)
- 2000年: ジミー・ペイジ&ザ・ブラック・クロウズ (Jimmy Page & The Black Crowes) (Live at the Greek)
- 2000年: Reckless Kelly (Acoustic: Live at Stubbs)
- 2001年: ベン・ハーパー (Ben Harper) (Live from Mars)
- 2002年: Blue Mink (Good Morning Freedom: Anthology [1971年録音])
- 2003年: プリンス (Prince) (Live at the Aladdin Las Vegas)
- 2003年: Mägo de Oz (The Music Remains the Same: A Tribute to Led Zeppelin)
- 2003年: Candye Kane (Whole Lotta Love)
- 2005年: Hayseed Dixie (A Hot Piece of Grass)
- 2005年: Beth Hart (Live at Paradiso)
- 2005年: Iron Horse (Whole Lotta Bluegrass: A Bluegrass Tribute to Led Zeppelin)
- 2005年: スライ&ロビー (Sly and Robbie) (The Rhythm Remains the Same: Sly & Robbie Greets Led Zeppelin)
- 2006年: プッシーキャット・ドールズ (Pussycat Dolls) (PCD World Tour におけるライブのみ)
- 2007年: レズ・ツェッペリン (Lez Zeppelin) (Lez Zeppelin)
- 2007年: Electric Skychurch (The Many Faces of Led Zeppelin [リミックス])
- 2008年: トーリ・エイモス (Tori Amos) (Live at Montreux 1991/1992 [1992年ライブ録音])
- 2008年: The Duhks (This Fall - EP)
- 2008年: レオナ・ルイス (Leona Lewis) (未発表デモ：北京オリンピック閉会式)
- 2008年: Pat Travers (Led Box: The Ultimate Led Zeppelin Tribute)
- 2008年: プリンス (Prince) (Indigo Nights [2007年ライブ録音])
- 2008年: 矢野顕子 (Akiko Yano) (『akiko』)
- 2009年: ガブリエラ・チルミ (Gabriella Cilmi) (2009年4月14日、Sound Relief におけるライブ)
- 2009年: Gandhi (2009年5月22日、the Antigua Aduana におけるライブ)
- 2009年: Alfredo Naranjo y El Guajeo con Horacio Blanco (Venezuela) ("En La Via" [フリー・ラテン・ジャズ・バージョン])
- 2010年: メアリー・J. ブライジ (Mary J. Blige) (Stronger with Each Tear [オリジナル盤には収録されておらず、International Edition と称された再発盤にのみ収録])
- 2010年: アダム・ランバート (Adam Lambert) (2010年2月27日、Fantasy Springs Resort Casino におけるアコースティック・ライブ)
- 2010年: サンタナ feat. クリス・コーネル (Santana feat. Chris Cornell) (『ギター・ヘヴン〜グレイテスト・ロック・クラシックス〜』)
- 2010年: Treyc Cohen (X Factor 2010)
- 2011年: StillWell (Dirtbag)
- 2012年: 矢野顕子 (Akiko Yano) (『荒野の呼び声 -東京録音-』[2009年ライブ録音])

### サンプリングによる使用
- 1990年: Sandra ("Hiroshima" extended club mix)
- 1991年: Son of Bazerk ("One Time for the Rebel")
- 1994年: ザ・プロディジー (The Prodigy) ("Rhythm Of Life")
- 1995年: No Remorze ("Dark Malice '95")
- 1998年: The Coup ("Busterismology")
- 2001年: Nikka Costa ("Hope It Felt Good" Mark Ronson remix)

この曲のメインのリフは、フランク・ザッパのライブ演奏にも一部が使用されており、その演奏の一部はアルバム『Läther』に「Duck Duck Goose」として収められている。このLP4にして枚組のアルバムは、当初は1977年に発表される予定であったが、1996年にCD3枚組で発売されるまで公式にはリリースされなかった。このアルバムがより長いバージョンは、「Leather Goods」と題され、ボーナストラックとしてCDに収録されているが、こちらには「幻惑されて (Dazed and Confused)」の一部も含まれている。

### その他
B'zのライブツアー、『B'z LIVE-GYM 2019 -Whole Lotta NEW LOVE-』の名称の由来にもなっている。